# Ситковский, Аркадий Ильич
Аркадий Ильич Ситковский (10 декабря 1901 — 10 марта 1964, Москва) — русский советский поэт и переводчик.

## Биография
Начал печататься в 1920 году. В период 1920-х — 1930-х годов издал несколько поэтических сборников, занимался переводами с языков народов СССР и польского.

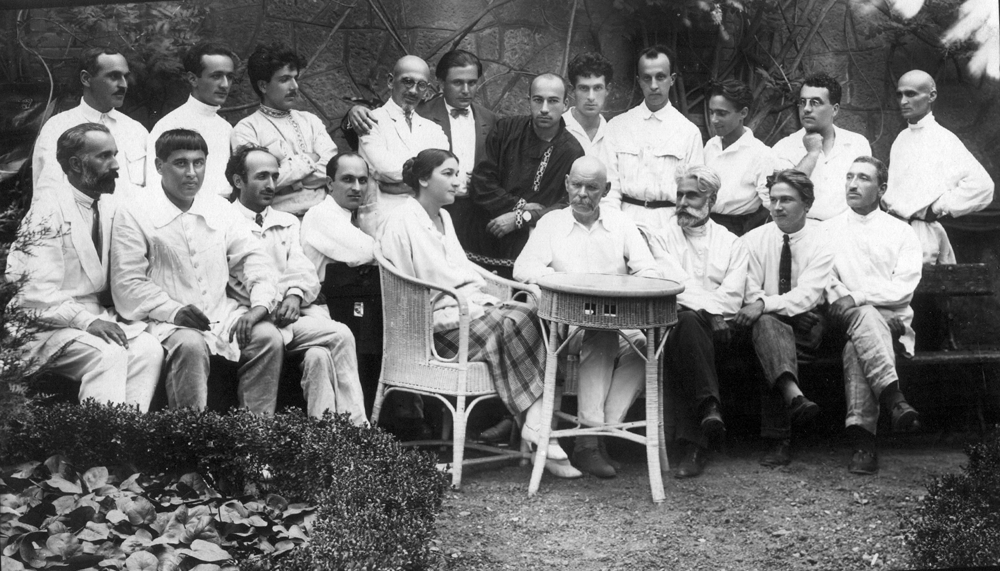
Максим Горький в гостях у грузинских писателей в саду Дворца писателей Грузии. 24 июля 1928 года. Ситковский — во втором ряду третий справа

Автор поэтических сборников «Бронзовая молодость» (1928), «Избранник» (1929), «Цоколь» (1931), «Под рокот эскадрилий: Стихи для эстрады» (1935), «Товарищ Сталин на Южном фронте: Стихи для эстрады» (1935), «Сборник обороны» (1936), «Навсегда вместе» (1958), «Навстречу всем ветрам» (1967). Автор слов песни «Походная кавалерийская» (музыка Льва Книппера, 1939).
Жена — Анна Борисовна Ситковская (1909—1978).
Похоронен на Востряковском кладбище